# Svaz přátel SSSR v Československu
Svaz přátel SSSR v Československu byl společenský, osvětový a politický spolek působící v letech 1930–1939 a 1945–1948 v Československu. Hlavním úkolem svazu bylo seznamovat československou veřejnost s úspěchy socialistické výstavby v Sovětském svazu i se společenským a kulturním životem sovětských lidí.

## Historie

### Vznik
Svaz přátel SSSR v Československu byl založen na návrh V. sjezdu Komunistické strany Československa (KSČ) ustavením přípravného výboru v dubnu 1930. U zrodu svazu stáli mimo jiné komunistický funkcionář Bohumír Šmeral, levicový novinář Julius Fučík a levicový právník Ivan Sekanina. První veřejná schůze přípravného výboru Svazu v čele s Ivanem Sekaninou se konala 13. 7. 1930. Jedna z prvních odboček připravovaného Svazu přátel SSSR se vytvořila 23. 7. 1930 v závodě Českomoravská Kolben-Daněk v Praze-Vysočanech. Dne 25. 8. 1930 se konala první konference svazu. Dne 24. 11. 1930 byl svaz úředně rozpuštěn pražským policejním ředitelstvím. Dne 10. 4. 1931 byl svaz ale opět povolen. 29. 4. 1931 se konala valná hromada přípravného výboru Svazu přátel SSSR v restauraci U Zábranských v pražském Karlíně, rovnající se svým významem vlastně ustavujícímu sjezdu svazu. Počátkem roku 1932 měl svaz už 250 poboček. 1. řádný sjezd svazu se uskutečnil dne 17. 6. 1932 a v této době měl svaz již 15 000 členů. Od založení svazu v roce 1930 byl jeho čestným předsedou Zdeněk Nejedlý. V čele svazu se do roku 1934 vystřídali postupně dva předsedové (V. Linka, A. Vávra).

### První republika
Za svou činnost se svaz dostal do sporu s úřady předmnichovské Československé republiky, které zastavily jeho činnost, nejen v listopadu 1930, ale i od 20. 10. 1932, kterému předcházela konfiskace prvního čísla svazového časopisu Svět sovětů v květnu 1932. Zdůvodnění druhého zastavení činnosti svazu se objevilo ve výměru pražského policejního ředitelství ze dne 12. října 1932, kde se uvádí, že Svaz přátel SSSR provozoval činnost politickou a tím vykročil z mezí svých stanov. Na důkaz tohoto svého tvrzení se uváděly především oběžníky a pokyny, vydané ústředím KSČ a citáty z komunistického tisku. Dále pak policejní výměr v odůvodnění svého zákroku uváděl, že Svaz přátel SSSR organizoval výpravy svých členů do SSSR, delegaci žen u příležitosti Mezinárodního dne žen, že vstoupil ve styk i s nezaměstnaným dělnictvem a jeho akčními výbory a že vyzýval k boji proti válečným přípravám proti Sovětskému svazu. Všechna policejní zdůvodnění a důkazy se vždy snažili zvrátit komunističtí poslanci prostřednictvím parlamentních interpelací na ministry vnitra, spravedlnosti nebo zahraničních věcí.
Svoji činnost mohl svaz znovu rozvinout až v roce 1934, když Československá republika dne 9. 6. 1934 uznala Sovětský svaz a navázala s ním plné diplomatické styky. K obnovení činnosti svazu došlo pak 15. 9. 1934. Od 14. 10. 1934 řídilo jeho práci nové ústřední vedení v čele s předsedou MUDr. Bohuslavem Vrbenským, který stál v čele svazu v letech 1934–1939.
Do svazu se hlásili komunisté, členové reformistických stran a nestraníci. V rámci taktiky „jednotné fronty“ tak budovala KSČ od začátku třicátých let řadu spolků a organizací, které fungovaly relativně nezávisle na KSČ a měly za úkol organizačně podchytit osoby, které byly ochotny spolupracovat s KSČ, ale nechtěly být členy této strany. V roce 1936 měla tato organizace už 397 odboček s 38937 individuálními a 161 kolektivními členy (např.: Jednota nemajetného a pokrokového studentstva). Celkový stav členstva činil překvapivě skoro 254 000 členů.
Po mnichovské konferenci byl svaz nejdříve 15. 10. 1938 rozpuštěn slovenskou autonomní vládou a 16. 3. 1939 zastavilo jeho činnost i ministerstvo vnitra v Protektorátu Čechy a Morava. Během druhé světové války se řada funkcionářů a členů rozpuštěného svazu zúčastnila v odboji proti německé okupaci nebo se dostala do koncentračních táborů a věznic.

### Poválečné období
Brzy po osvobození Československa došlo 3. – 4. 11. 1945 ke znovuobnovení Svazu přátel SSSR na manifestačním sjezdu v Praze. Předsedou svazu byl zvolen spisovatel Josef Kopta. Členkou předsednictva svazu se stala po roce 1945 také Milada Horáková. Záhy však u ní docházelo postupně k rozčarování ze způsobu jednání a povýšeneckého chování komunistů. Svaz pak normálně fungoval až do února 1948.

### Zánik
Svaz přátel SSSR v Československu zanikl ve dnech 21. – 22. 2. 1948, kdy se sloučil se Společností pro kulturní a hospodářské sblížení s novým Ruskem (založenou v roce 1925). Sloučením těchto dvou organizací vzniká na ustavujícím sjezdu v Národním divadle v Praze u příležitosti oslav vzniku Rudé armády nově Svaz československo-sovětského přátelství (SČSP). V jeho čele stanul jako jeho první předseda Zdeněk Nejedlý.

## Poslání a zaměření
Svaz se spolupodílel na vysílání delegací do SSSR, organizoval zájezdy československých a sovětských umělců a uměleckých souborů, pořádal výstavy, slavnostní akademie, divadelní představení, kulturní dny a „Týden přátelství se SSSR“. Pravidelně vytvářel plakáty, vydával tiskoviny a četné publikace. Ve svazu aktivně pracovali Bohumír Šmeral, Julius Fučík, Zdeněk Nejedlý, Ivan Sekanina, Václav Kopecký a další. Ve druhé polovině 30. let 20. století se svaz významně angažoval v boji na obranu republiky a za upevňování spojeneckých svazků mezi Československou republikou a SSSR.
Po druhé světové válce pokračoval svaz v tomto zaměření dále, když zdůrazňoval při svém náboru nových členů mimo jiné historickou úlohu SSSR při osvobozovacích bojích v Československu a Evropě a tradici v rozvoji přátelství se SSSR již v předválečné době.

## Vydávání tisku a literatury
Svaz přátel SSSR v Československu vedle pořádání přednášek a výstav, vydával jako tiskový orgán svazu časopis Svět sovětů a neperiodické publikace zaměřené na propagaci Sovětského svazu. Kromě Světa sovětů, který byl oficiálním orgánem prozatímního ústředního výboru Svazu přátel SSSR, vydávaly některé krajské a okresní výbory Svazu vlastní časopisy. Např. krajský výbor v Olomouci počal vydávat list Svobodná země, krajský výbor v Moravské Ostravě Přítele Sovětů, okresní výbor v Přerově magazín Slovanský svět apod.
Svět sovětů: časopis přátel Sovětského svazu vycházející od 15. 2. 1932 do roku 1938 jako měsíčník (7 ročníků, první číslo bylo v květnu 1932 zkonfiskováno pražským policejním ředitelstvím). Později po znovuobnovení časopisu Svět sovětů: Obrazový týdeník přátel SSSR od roku 1945 do roku 1948 jako týdeník (4 ročníky). Časopis Svět sovětů vycházel dále v letech 1948–1968 jako týdeník Svazu československo-sovětského přátelství, od roku 1968 pokračoval jako Svět socialismu a definitivně zanikl v roce 1992.
V roce 1932 časopis Svět sovětů spoluzaložil v Praze Bohumír Šmeral, který byl také v letech 1932–1933 jeho šéfredaktorem. V letech 1945–1948 byl redaktorem Světa sovětů Zdeněk Adla, který byl v letech 1948–1952 jeho šéfredaktorem.
Pod hlavičkou Svazu přátel SSSR vycházely v letech 1945–1948 publikace v několika edičních řadách: SSSR v boji za světový mír, Knihovna Svazu přátel SSSR, Písně SSSR, respektive Třicet vítězných let SSSR (např.: Jaromír Lang, 30 let sovětských odborů, Praha 1947; A. J. Pacáková, 30 let sovětské hudby, Praha 1947), na nichž se podílely též nakladatelství Orbis a Společnost pro kulturní styky se SSSR. Publikace vycházely i mimo edice, a to zpravidla jako brožované naučné a populárně-naučné knihy (M. I. Bogoljepov, Daně v SSSR, Praha 1947; Arnošt Kolman, Atomová energie a SSSR, Praha 1946), ale i propagandistické knihy (Odpovědi J. V. Stalina na otázky dopisovatele "Sunday Times" A. Wertha; Gustav Bareš, Sovětský svaz a naše samostatnost, Praha 1947), a také hudebniny, omalovánky i pamětní pohlednice svazu. Ediční plán zahrnoval i beletrii, z níž vycházely především soudobé texty sovětských autorů (Valentin Katajev, Žena; A. Kononov, Povídky o Leninovi), objevila se i sbírka veršů Tristana Tzary Slunná silnice samá radost v překladu Adolfa Kroupy.
V roce 1947 byl při časopise Svět sovětů zřízen Kruh čtenářů. Jeho členové si mohli objednávat publikace tří edičních řad: Magazíny Kruhu čtenářů Světa sovětů (1947, patrně jediný svazek), Knihovna dokumentů (1947, 2 svazky) a Knihovna sovětských románů (ohlášena jako Románová knihovna), jejíž vydávání posléze pokračovalo v nakladatelství Svět sovětů. Mimo tyto edice byly do programu Kruhu čtenářů zařazeny nákladnější obrazové publikace (Vladimír Vlček, Dnešní Moskva). Od roku 1947 časopis tiskl sovětské romány na pokračování, k nimž nabízel plátěné desky; následně knihy v levné úpravě vydalo i nakladatelství Svazu přátel SSSR (Knihovna Světa sovětů, 1947–1948, 4 svazky). Prvním svazkem Knihovny sovětských románů (1947–1952, celkem cca 35 svazků), vydaným ještě pro Kruh čtenářů, byl román Maxima Gorkého Tři dni v překladu Josefa Kadlece, který stál u zrodu edice a po celou dobu ji řídil. Vycházela zde prozaická díla soudobých ruských autorů (Pavel Bažov, Jurij Laptev, Sergej Sartakov), početně však byli zastoupeni i autoři jiných národů tehdejšího Sovětského svazu (ukrajinští spisovatelé Oleksandr Kopylenko a Natan Rybak, z Gruzie Leo Kiačeli a Georgij Gulia, z Tádžikistánu Sadriddín Ajní, z Ázerbájdžánu Manaf Sulejmanov a Mir Džalal, z Kazachstánu Sabit Mukanov a Muchtar Auezov, z Uzbekistánu G. Mokšancev, či z Estonska Hans Leberecht). Až na výjimky se zařazovaná díla držela tematických okruhů zakládání kolchozů, stachanovského hnutí a reminiscencí druhé světové války a válečného hrdinství rudoarmějců, autoři jiných národů však čtenářům dávali nahlédnout málo známých, až exotických oblastí a do mentality jejich obyvatel (jako např. autobiografická próza Džansiho Kimonka, příslušníka dálnovýchodního kmene Udehe).